# Brændvidde
Hvis man bruger en lup som brændeglas til at fokusere sollyset på et lille punkt, finder man ud af, at den fokuserede lysplet bliver mindst ved en ganske bestemt afstand mellem lup og lysplet: Denne afstand er den såkaldte brændvidde (også kaldet fokallængde) for linsen i den anvendte lup. Brændvidden benævnes ofte f, og da SI-systemets enhed for længde er meteren, bliver SI-enheden for brændvidde også meter. For mindre brændvidder anvendes også centimeter eller millimeter.

## Brændvidder for samle- og spredelinser
Illustrationen til højre viser hvordan parallelle lysstråler, der kommer ind i billedet fra venstre, bliver afbøjet i en sfærisk samlelinse.
Samlelinsen koncentrerer (som brændeglasset) de parallelle stråler i ét bestemt punkt langs linsens optiske akse; brændpunktet (eller fokus): Afstanden mellem midten af linsen og dette punkt er linsens brændvidde f, som for samlelinser angives som et positivt tal.
I spredelinsen på illustrationen til venstre bredes de parallelle stråler ud i en lyskegle. Forlænger man de afbøjede stråler tilbage mod linsen (de skrå, stiplede linjer), samles de forlængede linjer omtrent i ét punkt i brændviddens afstand på den belyste side af linsen. Brændvidden f for en spredelinse angives som en negativ længde.
Ved hjælp af linsemagerens ligning og nogle oplysninger om linsens facon og optiske kvaliteter kan man beregne den teoretiske brændvidde for alle slags sfæriske linser.

## Sfærisk aberration
Brændpunktets afstand til linsen er ikke en entydig størrelse – den teoretiske brændvidde, man kan regne sig frem til, ligger i bedste fald en smule længere væk fra linsen end den zone, hvor alle lysstråler er bedst muligt fokuseret. Linser med meget lange brændvidder samler lyset omkring et rimeligt veldefineret punkt, men forsøger man at skabe en linse med kort brændvidde, fordeles det fokuserede lys hen over et længere interval langs linsens optiske akse. Dette fænomen kaldes sfærisk aberration.[kilde mangler]